# Pelé

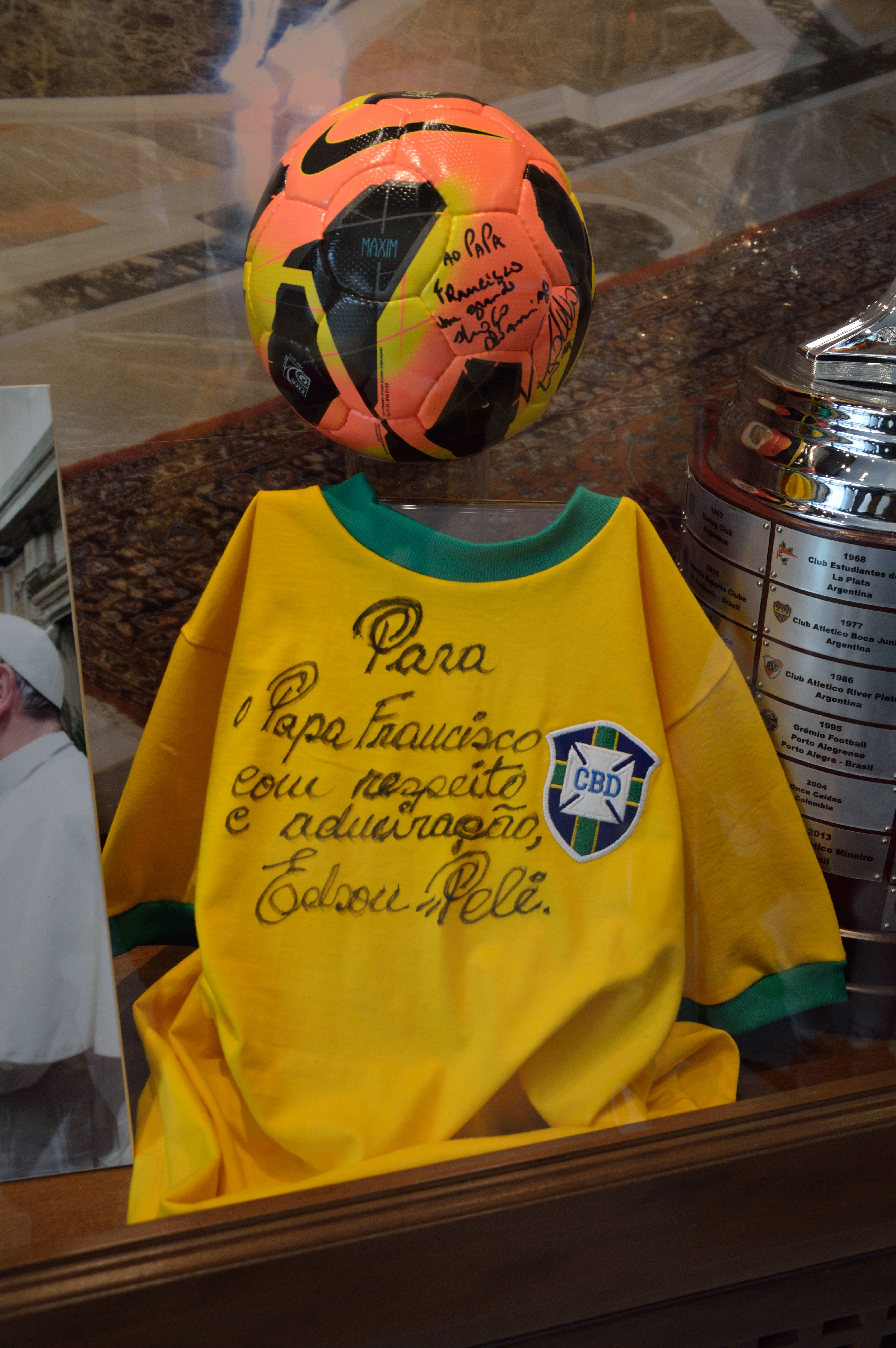
Tricou cu autograful lui Pelé și minge cu autograful lui Ronaldo pentru papa Francisc

Edson Arantes do Nascimento, cunoscut ca Pelé, (n. 23 octombrie 1940, Três Corações, Sabará, Brazilia – d. 29 decembrie 2022, Morumbi⁠(d), São Paulo, Brazilia) a fost un fotbalist profesionist brazilian, care este considerat a fi cel mai mare jucător din toate timpurile.

## Biografie
Pelé și-a început cariera la 15 ani jucând pentru Santos și pentru naționala de fotbal a Braziliei începând cu 16 ani. El are în palmares trei Campionate Mondiale de Fotbal câștigate: în 1958, 1962 și 1970, fiind singurul jucător care a reușit această performanță; vreme de foarte mulți ani, el a fost cel mai bun golgheter al naționalei având 77 de goluri în 92 de meciuri, fiind depășit ulterior de Neymar. De asemenea, el este cel mai bun marcator la nivel mondial, câștigând cu echipa sa Copa Libertadores 1962 și 1963.
În 1999 el a fost desemnat Jucătorul Secolului din Lume de Federația Internațională de Istorie și Statistică a Fotbalului (IFFHS). În același an, France Football le-a propus foștilor câștigători a Balonului de Aur să aleagă Jucătorul Secolului; ei l-au ales pe Pelé. În 1999, Pelé a fost ales Sportivul Secolului de către Comitetul Olimpic Internațional și revista Time l-a inclus în lista lor cu 100 cei mai influenți oameni ai secolului XX. În 2013 el a primit Premiul de Onoare a Balonului de Aur FIFA, în semn de recunoștință pentru cariera și realizările lui ca personalitate în lumea fotbalului.
Conform IFFHS, Pelé este cel mai de succes marcator în ligă din lume, cu 541 de goluri. În total Pelé a marcat 1281 de goluri în 1363 de meciuri, inclusiv amicale neoficiale și din tur, motiv pentru care a fost înscris în Guinness World Records cu cele mai multe goluri marcate de-a lungul carierei în fotbal. În timpul când făcea parte din lumea sportului, Pelé  fost pentru o perioadă cel mai bine plătit sportiv din lume. În Brazilia, Pelé este considerat a fi un erou național pentru performanțele obținute în fotbal și sprijinul politicii de a îmbunătăți condițiile sociale ale săracilor. În 1961, Președintele Braziliei Jânio Quadros a declarat că Pelé este „o comoară națională”. De-a lungul carierei sale, el a devenit cunoscut ca „Perla Neagră” (Pérola Negra), „Regele Fotbalului” (O Rei do Futebol), „Regele Pelé” (O Rei Pelé) sau pur și simplu „Regele” (O Rei).

## Palmares
Santos
- Campionatul Braziliei Série A: 1961, 1962, 1963, 1964, 1965, 1968[23]
- Copa Libertadores: 1962, 1963[24]
- Cupa Intercontinentală: 1962, 1963[25]
- Supercupa Intercontinentală: 1968[25]

New York Cosmos
- North American Soccer League: 1977[26]

Brazilia
- Campionatul Mondial de Fotbal: 1958, 1962, 1970[27]